# Omięcin (województwo mazowieckie)
Omięcin (do 1864 Umięcin) – wieś w Polsce położona w województwie mazowieckim, w powiecie szydłowieckim, w gminie Szydłowiec. Ma status sołectwa.
Wierni Kościoła rzymskokatolickiego należą do parafii św. Mikołaja w Wysokiej, zaś starokatolickiego mariawitów do parafii Przemienienia Pańskiego w Wierzbicy.

## Historia
Nie jest znana data zasadzenia wsi. Wiadomo, że już w XV w. znajdowała się w kluczu dóbr ziemskich biskupstwa krakowskiego, skupionego wokół miasta Jastrząb. W 1574 bp Franciszek Krasiński wymienił z Kietlińskimi h. Odrowąż wsie Umięcin i Korytów w zamian za Odrowąż Mały i Wolę Sarbin. Od tej pory dwie pierwsze wsie tworzyły klucz omięciński, będący prywatną własnością szlachecką.
Początkowo należał do bocznej linii Ożarowskich, Kietlińskich h. Odrowąż, która z czasem przyjęła nazwisko Omieckich. Zubożali w połowie XVII w., osiedlili się w Szydłowcu (z nich Jan Władysław Omiecki). W 1662 miejscowość była już współwłasnością Franciszka Kietlińskiego, Jana Strojnowskiego i Jakuba Osuchowskiego. Zaś w 1674 została podzielona na dwa folwarki: Kietlińskich i Adama Jeża h. Drzewica. Jednak już w dwa lata później (1676) wieś Omięcin miałaby zostać sprzedana jako całość Karolowi Wąsowiczowi h. Łabędź. W 30. XVIII w. klucz dóbr należał już do Zygmunta Siemieńskiego (†1783), który w 1755 na gruntach wsi Omięcin lokował miasto Zygmuntów (prawa miejskie do 1818). Później dobra te należały do Stadnickich h. Szreniawa. W okresie staropolskim wieś znajdowała się w województwie sandomierskim, powiecie radomskim.
W 1810 Stanisław Stadnicki przekazał Omięcin skarbowi Księstwa Warszawskiego, po czym minister wojny Józef Poniatowski, nadał ją kpt. Franciszkowi Młokosiewiczowi. W 1818 w granice wsi włączono obszar zniesionego miasta Zygmuntów.
W 1864–1953 miejscowość znajdowała się w gminie Wieniawa w powiecie radomskim. Początkowo w guberni radomskiej (do 1918), następnie w województwie kieleckim. W 1933 umieszczono tu siedzibę gromady, która weszła w skład gminy Orońsko. W 1954 przeniesiono ją do gromady Wilcza Wola, a w 1958 wieś weszła w skład gromady Ostałówek w powiecie szydłowieckim. Po przywróceniu gmin w 1972 Omięcin otrzymał sołectwo w gminie wiejskiej Szydłowiec. W 1975–1998 miejscowość znajdowała się w województwie radomskim.

## Opis
Obecnie miejscowość liczy 106 mieszkańców (2021), którzy w przeważającej części zajmują się rolnictwem. Gmina Szydłowiec objęta jest rejonizacją szkolnictwa powszechnego; uczniowie kształcenia podstawowego uczą się w Publicznej Szkole Podstawowej im. Stefana Roweckiego „Grota” w Wysokiej. 
Wieś posiada samodzielne sołectwo. W obecnej kadencji (2019–2024) sołtysem jest Bogusława Lisek. Radę Sołecką tworzą: Helena Bialik, Andżelika Nowocień, Henryk Sadliński, Aneta Ślizak i Weronika Ślizak.